# Tetraloniella salicariae
Tetraloniella salicariae är en biart som först beskrevs av Amédée Louis Michel Lepeletier 1841.  Tetraloniella salicariae ingår i släktet Tetraloniella och familjen långtungebin. Inga underarter finns listade i Catalogue of Life.